# NGC 7081
NGC 7081 é uma galáxia espiral (Sb) localizada na direcção da constelação de Aquarius. Possui uma declinação de +02° 29' 28" e uma ascensão recta de 21 horas, 31 minutos e 24,3 segundos.
A galáxia NGC 7081 foi descoberta em 10 de Outubro de 1790 por William Herschel.